# Valence-en-Poitou
Valence-en-Poitou est une commune nouvelle française située dans le département de la Vienne, en région Nouvelle-Aquitaine. Elle est issue de la fusion — au 1er janvier 2019 — des communes de Couhé, Ceaux-en-Couhé, Châtillon, Payré et Vaux.

## Géographie

### Localisation
La commune est sur la bordure sud-ouest du département de la Vienne, limitrophe du département des Deux-Sèvres à l'ouest.

### Communes limitrophes
| Saint-Sauvant     | Celle-Lévescault Vivonne | Voulon Anché            |
| Rom (Deux-Sèvres) | Valence-en-Poitou        | Champagné-Saint-Hilaire |
|                   | Brux                     | Romagne                 |

### Climat
Le climat qui caractérise la commune est qualifié, en 2010, de « climat océanique altéré », selon la typologie des climats de la France qui compte alors huit grands types de climats en métropole. En 2020, la commune ressort du même type de climat dans la classification établie par Météo-France, qui ne compte désormais, en première approche, que cinq grands types de climats en métropole. Il s’agit d’une zone de transition entre le climat océanique, le climat de montagne et le climat semi-continental. Les écarts de température entre hiver et été augmentent avec l'éloignement de la mer. La pluviométrie est plus faible qu'en bord de mer, sauf aux abords des reliefs.
Les paramètres climatiques qui ont permis d’établir la typologie de 2010 comportent six variables pour les températures et huit pour les précipitations, dont les valeurs correspondent à la normale 1971-2000. Les sept principales variables caractérisant la commune sont présentées dans l'encadré ci-après.
| Paramètres climatiques communaux sur la période 1971-2000 - Moyenne annuelle de température : 11,7 °C - Nombre de jours avec une température inférieure à −5 °C : 2,4 j - Nombre de jours avec une température supérieure à 30 °C : 6,2 j - Amplitude thermique annuelle : 14,8 °C - Cumuls annuels de précipitation : 852 mm - Nombre de jours de précipitation en janvier : 11,6 j - Nombre de jours de précipitation en juillet : 7,1 j |

Avec le changement climatique, ces variables ont évolué. Une étude réalisée en 2014 par la Direction générale de l'Énergie et du Climat complétée par des études régionales prévoit en effet que la  température moyenne devrait croître et la pluviométrie moyenne baisser, avec toutefois de fortes variations régionales. La station météorologique de Météo-France installée sur la commune et en service de 1993 à 2009 permet de connaître l'évolution des indicateurs météorologiques. Le tableau détaillé pour la période 1981-2010 est présenté ci-après.
| Mois                                  | jan.           | fév.          | mars          | avril         | mai           | juin          | jui.          | août          | sep.        | oct.          | nov.          | déc.           | année      |
| ------------------------------------- | -------------- | ------------- | ------------- | ------------- | ------------- | ------------- | ------------- | ------------- | ----------- | ------------- | ------------- | -------------- | ---------- |
| Température minimale moyenne (°C)     | 2,5            | 2,6           | 4,1           | 5,9           | 9,6           | 12,4          | 14            | 14            | 11          | 9,2           | 4,4           | 2,7            | 7,7        |
| Température moyenne (°C)              | 5,4            | 6,3           | 8,8           | 10,9          | 14,9          | 18,4          | 20,1          | 20,2          | 16,6        | 13,5          | 7,9           | 5,5            | 12,4       |
| Température maximale moyenne (°C)     | 8,2            | 10            | 13,4          | 16            | 20,3          | 24,4          | 26,2          | 26,3          | 22,2        | 17,8          | 11,4          | 8,3            | 17,1       |
| Record de froid (°C) date du record   | −10,9 02.01.97 | −7,9 22.02.96 | −10 01.03.05  | −3,2 07.04.08 | 0,4 08.05.97  | 5,5 04.06.01  | 6,5 12.07.00  | 6,9 30.08.93  | 4 29.09.07  | −3,2 30.10.97 | −7,8 22.11.93 | −10,3 29.12.96 | −10,9 1997 |
| Record de chaleur (°C) date du record | 16,3 05.01.99  | 22,7 15.02.98 | 25,4 20.03.05 | 29,5 30.04.05 | 32,9 29.05.01 | 37,3 22.06.03 | 37,7 20.07.95 | 39,5 05.08.03 | 34 03.09.05 | 28,2 12.10.01 | 21,5 03.11.94 | 18 07.12.00    | 39,5 2003  |
| Précipitations (mm)                   | 76,7           | 51,7          | 58,2          | 64            | 57,4          | 53,7          | 52            | 52,5          | 63,7        | 81,4          | 76,2          | 81,9           | 769,4      |

## Urbanisme

### Typologie
Au 1er janvier 2024, Valence-en-Poitou est catégorisée commune rurale à habitat dispersé, selon la nouvelle grille communale de densité à sept niveaux définie par l'Insee en 2022.
Elle est située hors unité urbaine. Par ailleurs la commune fait partie de l'aire d'attraction de Poitiers, dont elle est une commune de la couronne,. Cette aire, qui regroupe 97 communes, est catégorisée dans les aires de 200 000 à moins de 700 000 habitants,.

### Risques majeurs
Le territoire de la commune de Valence-en-Poitou est vulnérable à différents aléas naturels : météorologiques (tempête, orage, neige, grand froid, canicule ou sécheresse), inondations, mouvements de terrains et séisme (sismicité modérée). Il est également exposé à un risque technologique,  le transport de matières dangereuses. Un site publié par le BRGM permet d'évaluer simplement et rapidement les risques d'un bien localisé soit par son adresse soit par le numéro de sa parcelle.

#### Risques naturels
Certaines parties du territoire communal sont susceptibles d’être affectées par le risque d’inondation par débordement de cours d'eau, notamment la Dive du Sud et la Bouleure. La commune a été reconnue en état de catastrophe naturelle au titre des dommages causés par les inondations et coulées de boue survenues en 1982, 1983, 1995, 1999 et 2010,.

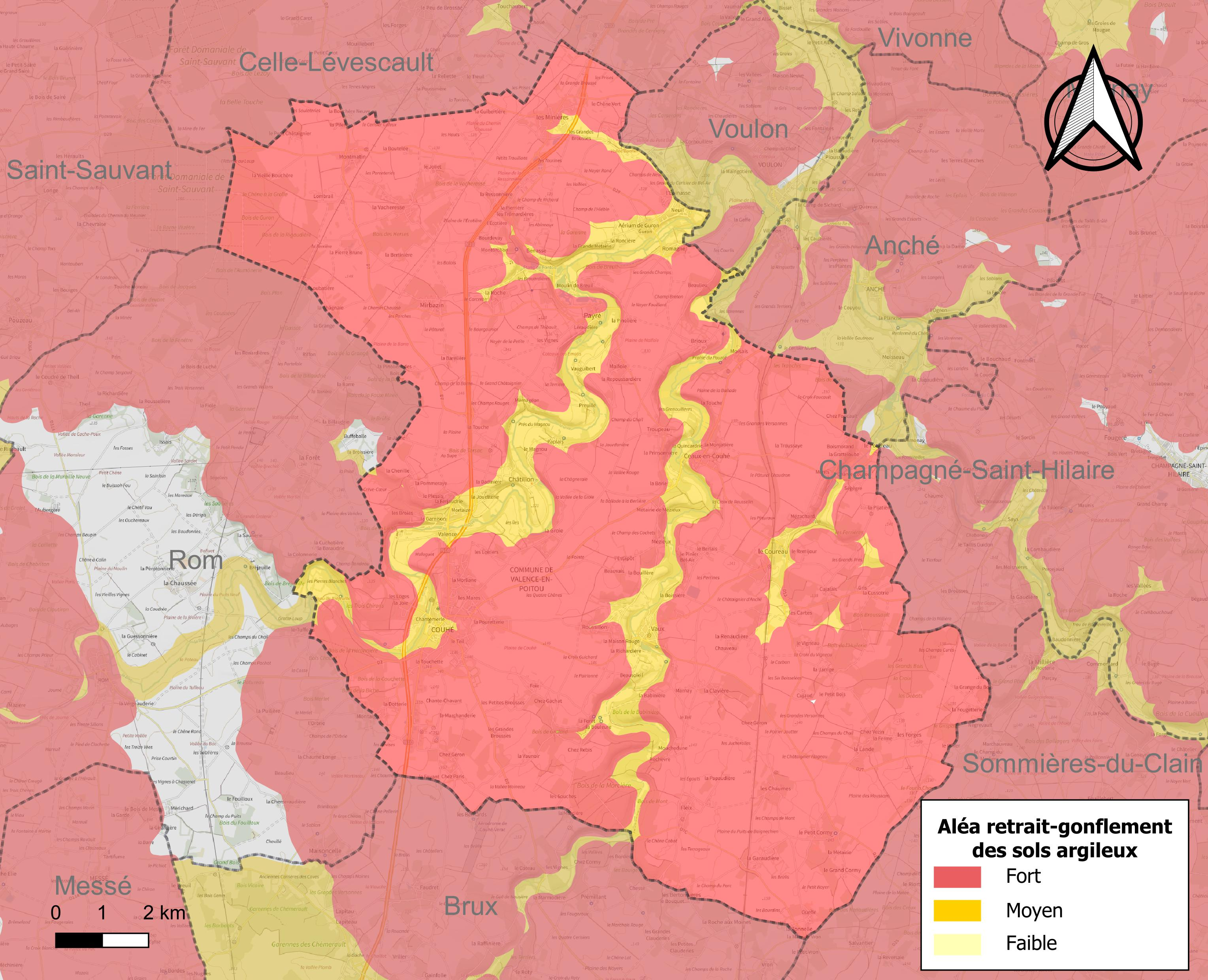
Carte des zones d'aléa retrait-gonflement des sols argileux de Valence-en-Poitou.

Les mouvements de terrains susceptibles de se produire sur la commune sont des affaissements et effondrements liés aux cavités souterraines (hors mines) et des tassements différentiels. Afin de mieux appréhender le risque d’affaissement de terrain, un inventaire national permet de localiser les éventuelles cavités souterraines sur la commune. Le retrait-gonflement des sols argileux est susceptible d'engendrer des dommages importants aux bâtiments en cas d’alternance de périodes de sécheresse et de pluie. La totalité de la commune est en aléa moyen ou fort (79,5 % au niveau départemental et 48,5 % au niveau national). Depuis le 1er octobre 2020, en application de la loi ÉLAN, différentes contraintes s'imposent aux vendeurs, maîtres d'ouvrages ou constructeurs de biens situés dans une zone classée en aléa moyen ou fort,.
La commune a été reconnue en état de catastrophe naturelle au titre des dommages causés par la sécheresse en 1989, 1991, 1996, 2003, 2005, 2011, 2016 et 2017 et par des mouvements de terrain en 1999 et 2010.

## Toponymie
La commune a pris le nom de l'abbaye de Valence, et du Poitou, une ancienne province française.

## Histoire
Un arrêté préfectoral portant création de la commune nouvelle est publié le 22 novembre 2018. La fusion de ces communes a effet fiscal au 1er janvier 2020.

## Politique et administration

### Communes déléguées
| Nom            | Code Insee | Intercommunalité           | Superficie (km2) | Population (dernière pop. légale) | Densité (hab./km2) |
| -------------- | ---------- | -------------------------- | ---------------- | --------------------------------- | ------------------ |
| Couhé (siège)  | 86082      | CC du Civraisien en Poitou | 9,11             | 1 855 (2016)                      | 204                |
| Ceaux-en-Couhé | 86043      | CC du Civraisien en Poitou | 16,22            | 533 (2016)                        | 33                 |
| Châtillon      | 86067      | CC du Civraisien en Poitou | 5,92             | 236 (2016)                        | 40                 |
| Payré          | 86188      | CC du Civraisien en Poitou | 26,13            | 1 027 (2016)                      | 39                 |
| Vaux           | 86278      | CC du Civraisien en Poitou | 25,84            | 803 (2016)                        | 31                 |

### Liste des maires
| Période         | Période  | Identité        | Étiquette | Qualité                |
| --------------- | -------- | --------------- | --------- | ---------------------- |
| 10 janvier 2019 | En cours | Philippe Bellin | DVG       | Maire délégué de Payré |

## Population et société

### Démographie
L'évolution du nombre d'habitants est connue à travers les recensements de la population effectués dans la commune depuis sa création.

En 2022, la commune comptait 4 323 habitants, en évolution de −2,94 % par rapport à 2016 (France hors Mayotte : +2,11 %).
| 2015  | 2016  | 2021  | 2022  |
| ----- | ----- | ----- | ----- |
| 4 419 | 4 454 | 4 368 | 4 323 |

## Culture locale et patrimoine

### Lieux et monuments
- Abbaye de Valence.
- Église Saint-Hilaire de Payré.